# ناهوئل ارویو
ناهوئل ارویو (انگلیسی: Nahuel Arroyo؛ زادهٔ ۲۶ مارس ۱۹۹۵) بازیکن فوتبال است.